# Улица Вавилова Н. И. (Саратов)
У́лица Вави́лова Н. И. (до 1969 года Миха́йловская у́лица — одна из центральных улиц Саратова. Начинается у площади Кирова, заканчивается на пересечении с Университетской улицей.

## История
До переименования улица называлась Михайловской. Она начиналась от Александровской улицы и шла до Сенной (позднее Митрофановской) площади (см. улица Дзержинского). В первой половине XIX века стал застраиваться район за площадью, в сторону Астраханского тракта. Это было продолжение Михайловской улицы. К сожалению, происхождение названия пока неясно.
В 1969 году Михайловской улице было присвоено имя Н. И. Вавилова, выдающегося советского ученого, академика посвятившего себя генетике и селекции растений. Николай Иванович Вавилов похоронен в Саратове на Воскресенском кладбище. Здесь ему установлен памятник. 
Также памятник Вавилову установлен в начале улицы Вавилова на пересечении с Мирным переулком на площади Кирова
(памятник).

## Галерея
- Памятник Вавилову Н.И.
- Бюст Цицин Н.В.
- Бюст Семёнов Н.Н.
- Ленин, мозаика на стене: ул. Вавилова 1
- ТЦ Каштан угол ул. Рахова
- Жилой дом, ул. Вавилова, 16
- Дом на улице Вавилова 28/34
- Атланты на ул. Вавилова 28/34
- Техникум им. Яблочкова, барельеф Чернов А.И.